# Kunstjahr 1917
Liste der Kunstjahre

◄ | 1913 | 1914 | 1915 | 1916 | Kunstjahr 1917 | 1918 | 1919 | 1920 | 1921 | ►

Weitere Ereignisse
Dieser Artikel behandelt das Kunstjahr 1917.

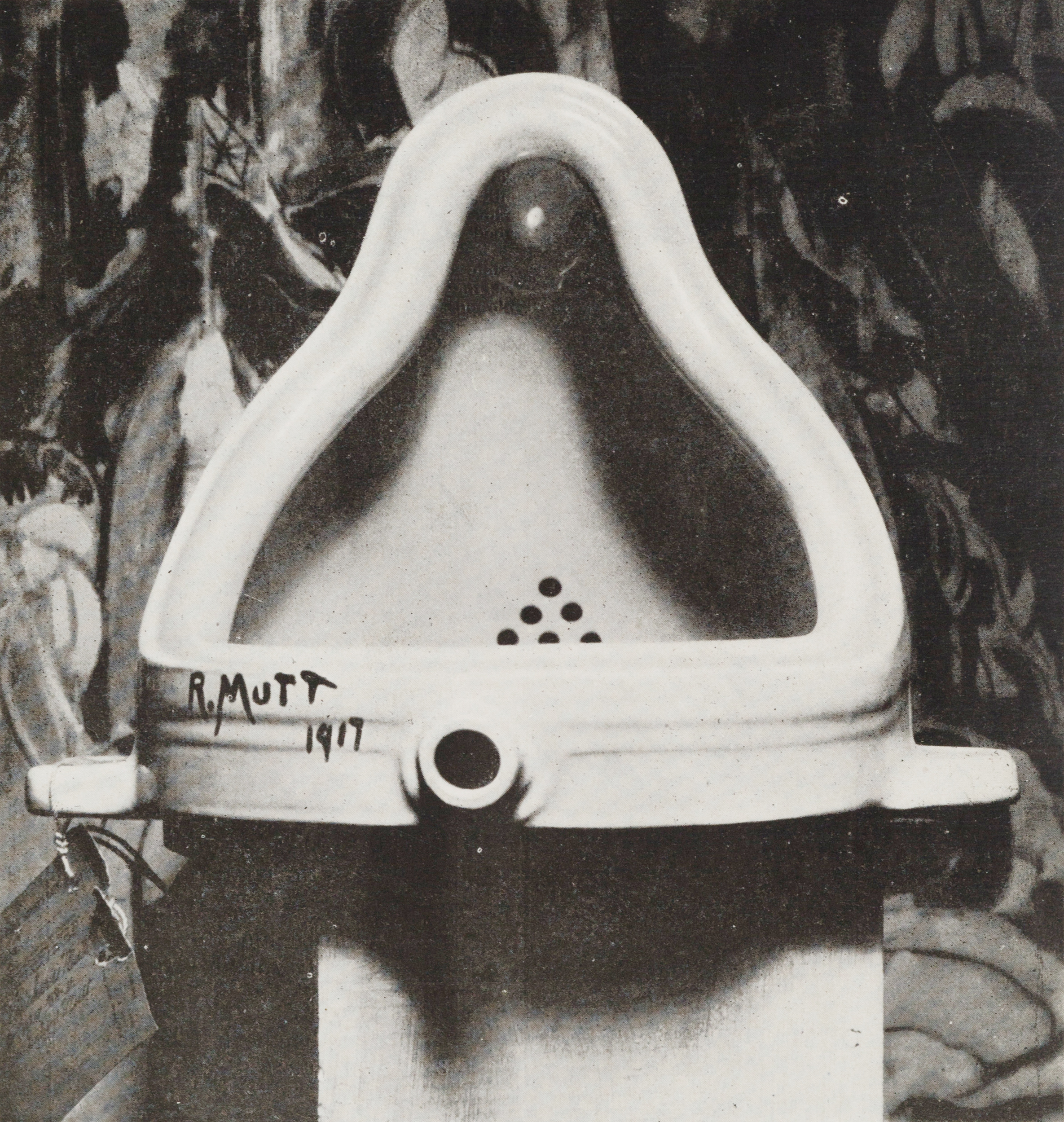
Fountain, Foto von Alfred Stieglitz (1917)

## Ereignisse

### Vereinigte Staaten

The Richard Mutt Case in The Blind Man Nr. 2

- 10. April: Anlässlich der Eröffnung der ersten Ausstellung der Society of Independent Artists erscheint in New York die erste Ausgabe des Dadamagazins The Blind Man mit Beiträgen der britischen Schriftstellerin Mina Loy. Herausgegeben wird das Magazin von Marcel Duchamp, Henri-Pierre Roché und Beatrice Wood. Aufgrund einer verlorenen Wette wird das Magazin schon nach der zweiten Ausgabe wieder eingestellt.
- April: Das Ready-made Fountain von Marcel Duchamp, ein mit „R. Mutt“ signiertes handelsübliches Urinal aus einem Sanitärgeschäft, wird vom Vorstand der Society of Independent Artists abgelehnt. Die Nichtausstellung führt zu einer Kontroverse über den Kunstbegriff. Das Werk, von dem nur noch ein Photo existiert, zählt heute zu den Schlüsselwerken der modernen Kunst.

### Frankreich/Spanien
- Januar: Die von dem französischen Künstler Francis Picabia herausgegebene Zeitschrift des Dadaismus und des beginnenden Surrealismus mit dem Namen 391 erscheint in Barcelona zum ersten Mal.

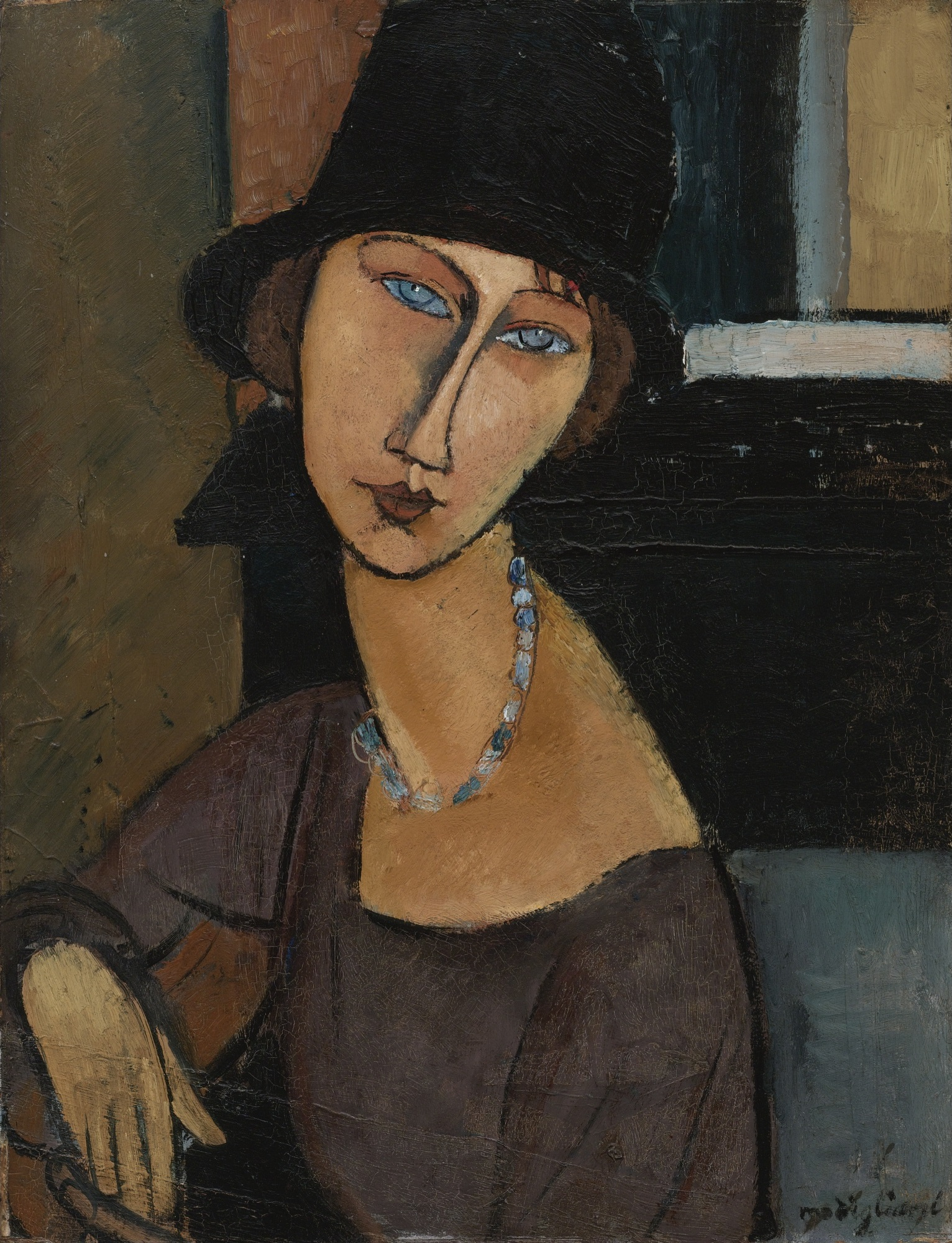
Jeanne Hébuterne au chapeau von Amedeo Modigliani

- April: Der italienische Maler und Bildhauer Amedeo Modigliani lernt in Paris die Kunststudentin Jeanne Hébuterne kennen und beendet ihretwegen die Beziehung zu der Dichterin und Kunstkritikerin Beatrice Hastings.

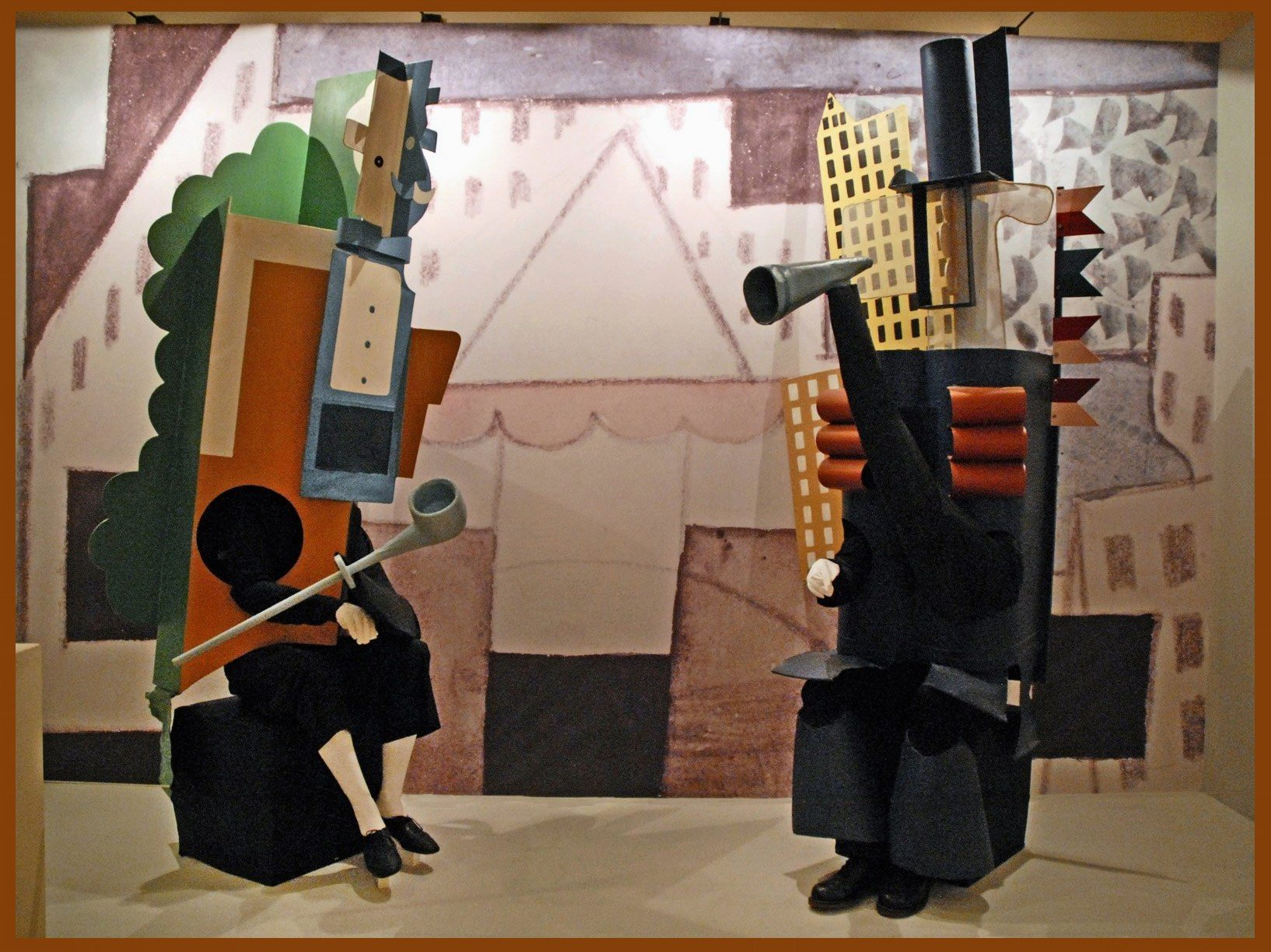
Ballettkostüme Parade (Nachbildungen)

- 18. Mai: Das Ballett Parade nach einem Szenario von Jean Cocteau mit der Musik von Erik Satie erlebt seine Uraufführung am Théâtre du Châtelet in Paris. Die Kostüme, den Vorhang und das Bühnenbild stammen von Pablo Picasso. Das Ballett verursacht einen Skandal.

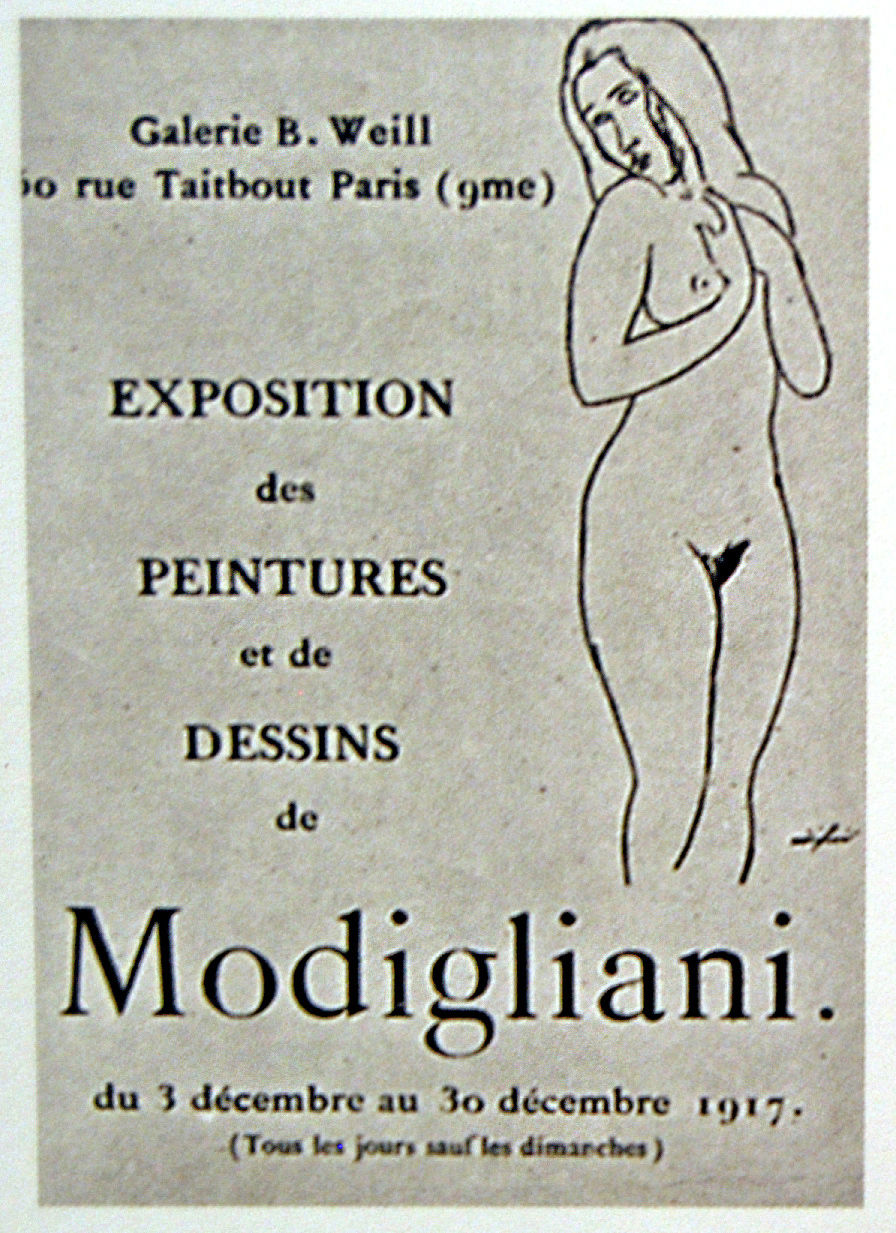
Amedeo-Modigliani-Ausstellung 1917 Berthe Weill

- 3. Dezember: Mit einer Vernissage wird in Berthe Weills Galerie in Paris die erste Einzelausstellung mit Werken von Amedeo Modigliani eröffnet. Die Ausstellung muss auf polizeiliche Aufforderung wenig später beendet werden, weil die Bilder, darunter die im Auftrag von Leopold Zborowski entstandenen Ölgemälde Nu couché (Liegender Akt) und Liegender Frauenakt auf weißem Kissen, zu freizügig sind.

### Deutsches Reich
- Wegen des Krieges wird die Große Berliner Kunstausstellung von Berlin in den Kunstpalast von Düsseldorf verlegt. Miteingegliedert sind Künstler der Berliner Secession und Künstler der Freien Secession.

### Niederlande

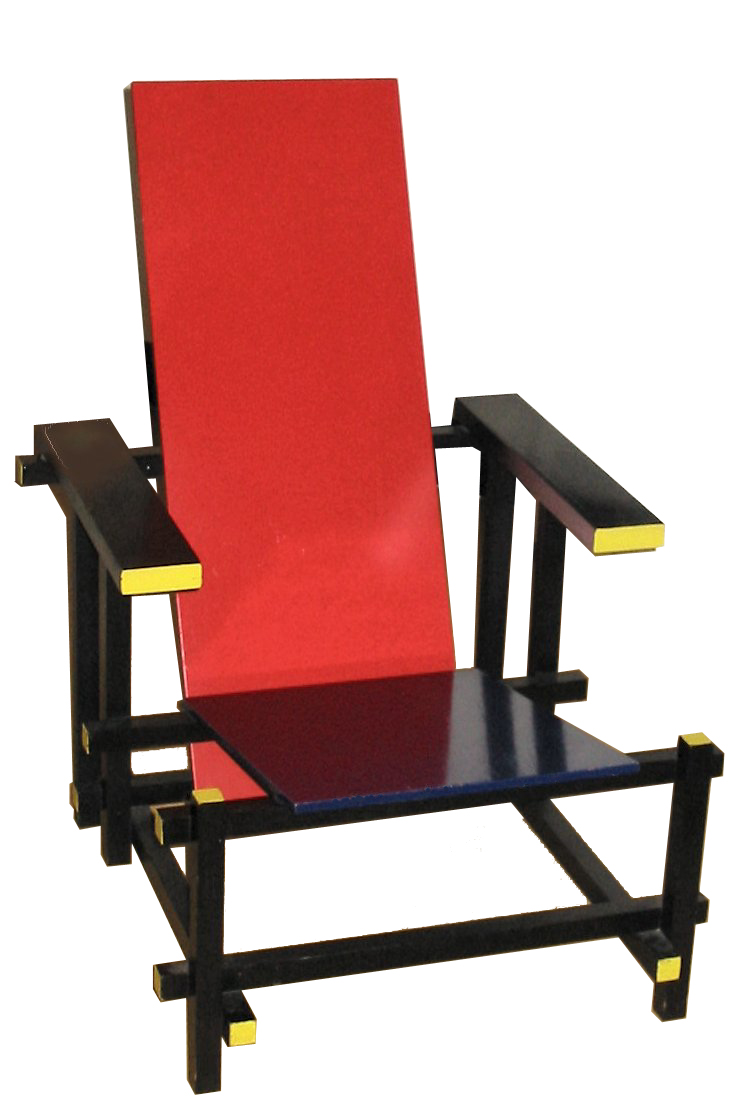
Rot-Blauer Stuhl, Design von Gerrit Rietveld, 1917

Die niederländische Künstlergruppe De Stijl wird gegründet. Sie bekennt sich zu einer geometrisch-abstrakten, „asketischen“ Darstellungsform in Kunst und Architektur und einem auf Funktionalität beschränkten Purismus, der ähnlich wie das deutsche Bauhaus, zu dem ideen- und kunstgeschichtlich eine enge Beziehung besteht, Grundsätze für eine auf alle Gestaltungsbereiche anwendbare Ästhetik aufstellt. Gründungsmitglieder sind der Maler und Kunsttheoretiker Theo van Doesburg, die Maler Piet Mondrian und Georges Vantongerloo, die Architekten Robert van't Hoff, J. J. P. Oud und Jan Wils, die Maler Vilmos Huszár und Bart van der Leck, sowie der Dichter Antony Kok. Ihre Vorstellungen stehen unter dem Einfluss des Kubismus und der kunsttheoretischen Publikationen Wassily Kandinskys. Das Anliegen der Gruppe ist es, sich vollständig von den Darstellungsgrundsätzen der traditionellen Kunst abzuwenden und eine neue, völlig abstrakte Formensprache zu erarbeiten, die auf der Variation von wenigen elementaren Prinzipien der bildnerischen Gestaltung (waagerecht/senkrecht, groß/klein, hell/dunkel und den Grundfarben) beruhte. Das bedeutet die Reduktion von Farben auf die drei Primärfarben Rot, Gelb und Blau sowie die Nichtfarben Schwarz, Grau und Weiß. Die Konzepte De Stijls wirken nicht nur in bildender Kunst und Architektur, sondern auch im Design von Möbeln und anderen Gebrauchsgegenständen. Die Kunstzeitung De Stijl erscheint ab 16. Juli.

### Großbritannien
Christopher Nevinson schafft das Gemälde Paths of Glory, in welchem er zwei im Schlamm liegende Leichen mit dem Gesicht nach unten  malt. Aufgrund der Zensur muss er einen Großteil des Bildes verdecken.

## Geboren

### Geburtsdatum gesichert
- 05. Januar: Wieland Wagner, deutscher Opernregisseur und Bühnenbildner († 1966)
- 16. Februar: Adalbert Pilch, österreichischer Maler und Graphiker († 2004)
- 06. März: Will Eisner, US-amerikanischer Comic-Zeichner († 2005)
- 14. März: Gerhard Müller-Menckens, deutscher Architekt und Hochschullehrer († 2007)
- 24. März: Constantin Andreou, griechisch-französischer Maler und Bildhauer († 2007)
- 06. April: Leonora Carrington, britisch-mexikanische Malerin und Schriftstellerin († 2011)
- 09. April: Rolf Kauka, deutscher Comic-Künstler und Verleger (Vater von Fix und Foxi) († 2000)
- 16. April: Charlotte Salomon, deutsche Malerin († 1943)
- 26. April: Ieoh Ming Pei, chinesisch-amerikanischer Architekt († 2019)
- 12. Mai: Rika Unger, deutsche Bildhauerin († 2002)
- 18. Mai: Dorrit Dekk, tschechisch-britische Grafikdesignerin, Druckgrafikerin und Malerin († 2014)
- 24. Mai: Florence Knoll, US-amerikanischen Designerin und Architektin († 2019)
- 12. Juni: Gottfried Honegger, Schweizer Grafiker, Maler und Plastiker († 2016)
- 15. Juni: Lillian Bassman, US-amerikanische Malerin und Fotografin († 2012)
- 18. Juni: Rudolf Angelides, österreichischer Architekt († 2000)
- 12. Juli: Andrew Wyeth, US-amerikanischer Maler († 2009)
- 17. Juli: Gus Arriola, US-amerikanischer Comiczeichner († 2008)
- 11. August: Dik Browne, US-amerikanischer Comiczeichner († 1989)
- 12. August: Adolf Burger, Augenzeuge der Geldfälscherwerkstatt des KZ Sachsenhausen und Überlebender mehrerer KZ († 2016)
- 19. August: Hermann Aichinger, österreichischer Architekt († 1965)
- 28. August: Jack Kirby, US-amerikanischer Comiczeichner († 1994)
- 25. September: Heimo Kuchling, österreichischer Kunsttheoretiker († 2013)
- 05. Oktober: Robert Adams, britischer Bildhauer († 1984)
- 19. Oktober: Jewgenija Petrowna Antipowa, sowjetisch-russische Malerin und Kunstlehrerin († 2009)
- 31. Oktober: Heinz Musculus, deutscher Karikaturist, Zeichner und Illustrator († 1976)
- 07. November: Lew Jefimowitsch Kerbel, sowjetischer Bildhauer († 2003)
- 11. November: Sepp Arnemann, deutscher Cartoonist († 2010)
- 19. Dezember: Eduardo Catalano, argentinischer Architekt († 2010)

### Genaues Geburtsdatum unbekannt
- Mashal, afghanischer Miniaturmaler († 1998)

## Gestorben
- 01. Januar: Agnes Dean Abbatt, US-amerikanische Malerin (* 1847)
- 06. Januar: Carl Leonhard Becker, deutscher Maler und Kupferstecher (* 1843)
- 15. Januar: Alfredo Lobos, chilenischer Maler (* 1890)
- 20. Januar: Alejandro Ferrant y Fischermans, spanischer Maler (* 1843)
- 24. Januar: Hermann Schubert, deutscher Bildhauer (* 1831)
- 10. Februar: John William Waterhouse, britischer Maler (* 1849)
- 17. Februar: Emile Auguste Carolus-Duran, französischer Maler (* 1837)
- 20. April: Zygmunt Ajdukiewicz, polnischer Maler (* 1861)
- 23. April: Robert Koehler, deutschamerikanischer Maler (* 1850)
- 05. Mai: Richard Leopold Oskar Anders, deutscher Bildhauer und Hochschullehrer (* 1853)
- 17. Juni: Ernst Stöhr, österreichischer Maler, Dichter und Musiker (* 1860)
- 20. Juli: Ignaz Sowinski, österreichischer Architekt (* 1858)
- 12. August: Gustav Kampmann, deutscher Maler und Grafiker (* 1859)
- 20. August: Alexander Georg Aster, deutscher Architekt und Sachbuchautor (* 1849)
- 20. September: José Gallegos y Arnosa, spanischer Maler, Bildhauer und Architekt (* 1859)
- 27. September: Edgar Degas, französischer Maler und Bildhauer (* 1834) Das Grab der Familie de Gas auf dem Cimetière de Montmartre in Paris

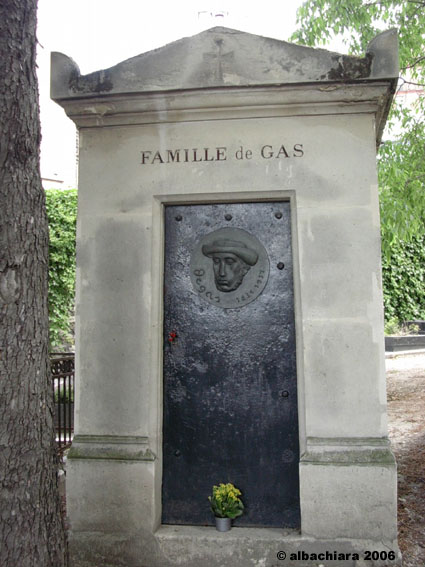
Das Grab der Familie de Gas auf dem Cimetière de Montmartre in Paris

- 01. Oktober: Ivan Aguéli, schwedischer Wandersufi, Maler und Autor (* 1869)
- 26. Oktober: Ernst Burmester, deutscher Figuren-, Porträt- und Landschaftsmaler (* 1877)
- 12. November: Hans Bachmann, Schweizer Maler (* 1852)
- 17. November: Auguste Rodin, französischer Maler und Bildhauer (* 1840)
- 22. November: Teobert Maler, österreichischer Fotograf, Entdecker und Erforscher von Maya-Ruinen (* 1842)
- 21. Dezember: Wilhelm Trübner, deutscher Landschaftsmaler (* 1851)
- 25. Dezember: Karl Voll, deutscher Kunsthistoriker (* 1867)
- 31. Dezember: Wilhelm Neumann-Torborg, deutscher Bildhauer (* 1856)